# マリア・アンナ・フォン・プファルツ＝ノイブルク
マリア・アンナ・フォン・デア・プファルツ（Maria Anna von der Pfalz, 1667年10月28日 - 1740年7月16日）は、ドイツの プファルツ＝ノイブルク家の公女で、スペイン王カルロス2世の2人目の王妃。スペイン語ではマリア・アナ・デル・パラティナード＝ネオブルゴ（María Ana del Palatinado-Neoburgo）、あるいはその短縮形のマリアナ・デ・ネオブルゴ（Mariana de Neoburgo）で呼ばれた。

## 生涯

### 出自と婚前期
プファルツ選帝侯フィリップ・ヴィルヘルムと、その2番目の妻でヘッセン＝ダルムシュタット方伯ゲオルク2世の娘であるエリザベート・アマーリアの間の第12子・五女。知識面のみならず、基礎的な音楽教育を含めた幅広い教育を授けられた。宗教教育はイエズス会に委ねられた。四兄カール・フィリップは1683年のブダの戦いに際し、エステルゴムの長官ハサン・パシャの6歳の娘を捕虜としたが、この少女をハイデルベルクに連れていき、妹マリア・アンナに預けて養育を頼んだ。マリア・アンナは少女を大切に育て、結婚に際してもスペインに伴った。この少女は成人後、最終的にノイブルク・アン・デア・ドナウのカルメル会女子修道会会長として死んだ。

### スペイン王妃
スペイン王カルロス2世の最初の王妃マリー・ルイーズ・ドルレアンが1689年2月12日に子を産まないまま死ぬと、在スペイン皇帝大使ハインリヒ・フランツ・フォン・マンスフェルトの策動により、次の王妃としてマリア・アンナが選ばれた。これはフランス王家に対するハプスブルク家の婚姻政策の勝利と受け止められた。マリア・アンナの長姉エレオノーレ・マグダレーネは神聖ローマ皇帝レオポルト1世の皇后であり、マリア・アンナは皇帝の義妹だったからである。早速、ノイブルクでの代理結婚式が皇帝臨席のもと1689年8月19日に挙行された。ちょうど前年の初夏にプファルツ継承戦争が始まったばかりであり、この嫁入りはルイ14世王の政府に対する挑発とフランスからは受け取られたため、マリア・アンナは陸路でスペインに行けず、イギリス政府が貸与した船舶に乗って海路でスペインへ渡った。1690年5月4日、バリャドリッド郊外サン・ディエゴ修道院でカルロス2世との正式な婚礼が行われ、5月20日にマリア・アンナのマドリードへの入市式が行われた。
マリア・アンナは好んで自身を王の「第一の大臣」と称し、精神と肉体の双方に深刻な問題を抱えていた夫カルロス2世に絶大な政治的影響力を及ぼした。1691年、新王妃はオロペーサ伯爵を王の主席大臣の座から引きずり下ろした。しかし1692年、長兄ヨハン・ヴィルヘルムをガスタニャガ侯爵の後任としてスペイン領ネーデルラント総督に任命する人事については、うまくいかなかった。姑の王太后マリアナ・デ・アウストリアが自分の孫婿にあたるバイエルン選帝侯マックス・エマヌエルを次の総督に推し、主張を押し通したからである。この時期までマリア・アンナは姑の王太后との良好な関係を維持していたが、この件以降、嫁姑の仲は険悪なものとなった。
マリア・アンナの尊大な態度は彼女に不利に働いたが、それ以上に彼女の致命的な欠陥といえるのは、スペイン人から実家プファルツ＝ノイブルク家の家門拡大政策をスペインの利害と同一視していると思われたことである。こうした批判的な見方を助長するかのように、王妃は相談役をすべて自分と同じドイツ出身者で揃えてしまう。聴罪司祭の「デ・キウーサ神父」ことガブリエル・ポンティフェーザーは南ティロル地方キウーザ/クラウゼンのドイツ系住民の生まれで、1699年キウーザにカプチン会修道院を建設して故郷に錦を飾った。秘書官のハインリヒ・フォン・ヴィーザーや女官長のマリー・ゲルトルーデ・フォン・ベルレプシュ伯爵夫人も実家の兄たちが送り込んだドイツ人だった。こうした取り巻きの存在はスペイン人から強く嫌悪され、同時に王妃の立場をも苦しくした。ヴィーザーは1695年スペインから追放された。王妃はこの事件で気落ちしたように見えたが、憂鬱の本当の原因は、この結婚の本来の目的であったカルロス2世の子を授かり出産するという使命を果たせる可能性が消えたためであった。ベルレプシュ伯爵夫人は王妃懐妊の噂を何度も流したが、それはそのたびに王妃の宮廷内の立場が一時的に強まるからだった。1696年5月に対立していた姑のマリアナ王太后が死んだ後は、トレド大司教ルイス・フェルナンデス・ポルトカレッロ枢機卿が王妃の新しい敵対者となった。枢機卿はフランス王が推す次期国王候補への支持を明らかにしていた。
1699年2月、カルロス2世の後継者に決まっていたヨーゼフ・フェルディナント・フォン・バイエルンが急死すると、マリア・アンナは次の後継者として甥のオーストリア大公カール（後の皇帝カール6世）を推したが、ポルトカレッロ枢機卿はフランス王ルイ14世の孫息子アンジュー公爵（後のフェリペ5世王）を推した。死を目前にしたカルロス2世は、自らの来世のことも考慮して、妻ではなく国内最高聖職者の意見を支持した。ポルトカレッロが作成を懇願していたカルロス2世の最後の遺言状には、王位継承者をフランスのアンジュー公爵と治定する旨が書かれた。マリア・アンナは在スペイン皇帝公使アロイス・フォン・ハラハの助力を得て、この遺言状を国王に破棄させることに成功し、義兄の皇帝レオポルト1世に手紙を送って、カール大公が後継者に選ばれたので、彼に軍隊を付けてスペインへ向かわせてほしいと要請した。しかし、もともと外孫であった亡きヨーゼフ・フェルディナントにスペイン王位が与えられることを望んでいた皇帝は、気分を害してこの提案を拒否したため、マリア・アンナは皇帝からも見捨てられた形となった。

### スペイン王太后
カルロス2世は1700年11月1日スペイン・ハプスブルク家最後の国王として死去した。王の死により、後継者の座をめぐるスペイン継承戦争が勃発した。マリア・アンナは摂政会議のメンバーに名を連ねるが、同会議は戦争状態に入ったスペイン内の諸王国に対して何の力も持たなかった。
フェリペ5世の政府はフランス王の命令を受け、王太后マリア・アンナをトレドに軟禁した。彼女は以後5年近く不自由な虜囚生活を強いられつつ、王太后として大きな政治的役割を果たすという叶うことのない希望を抱き続けた。1705年から1706年にかけ、オーストリア側の王位請求者「カルロス3世」ことカール大公の軍勢が、バルセロナ包囲戦に勝利しスペイン東部を得て、戦争中一度きりの優位を実現すると、それも叶うかに思われた。しかしカール大公の撤退後、スペインに居られなくなったマリア・アンナはフランス領バスクのバイヨンヌに国外退去した。彼女はスペイン王太后として400人の家臣を抱える宮廷とそれを維持するための年金を受け取る権利を終身で認められていたが、フェリペ5世はその権利を剥奪してしまい、バイヨンヌの宮廷は崩壊した。これ以降マリア・アンナは常に資金繰りに悩まされることになるが、亡夫カルロス2世の遺言により借金が禁じられていたため、金を貸してもらうこともできなかった。マリア・アンナはバイヨンヌの仮寓に、ペルニッツ伯爵やサン＝シモン公爵といった高名な回想録作者を呼び寄せた。すでに国外退去以前から王太后マリア・アンナには恋人がいるという噂があり、相手はあるユダヤ人銀行家であるとか、アダネロ伯爵であるとか言われており、彼らとの情事の結果、婚外子を出産したとまで言われていた。一部の著述家は、その婚外子は山師のサンジェルマン伯爵ではないかという推測を主張している。
1738年、死の2年前にようやく帰国を許され、グアダラハラのインファンタード宮殿を終の棲家とした。1740年に73歳で亡くなり、遺骸はエル・エスコリアル修道院内王子廟の第9礼拝堂に埋葬された。心臓だけは切り取られ、マドリードのラス・デスカルサス・レアレス修道院に安置された。

## ギャラリー

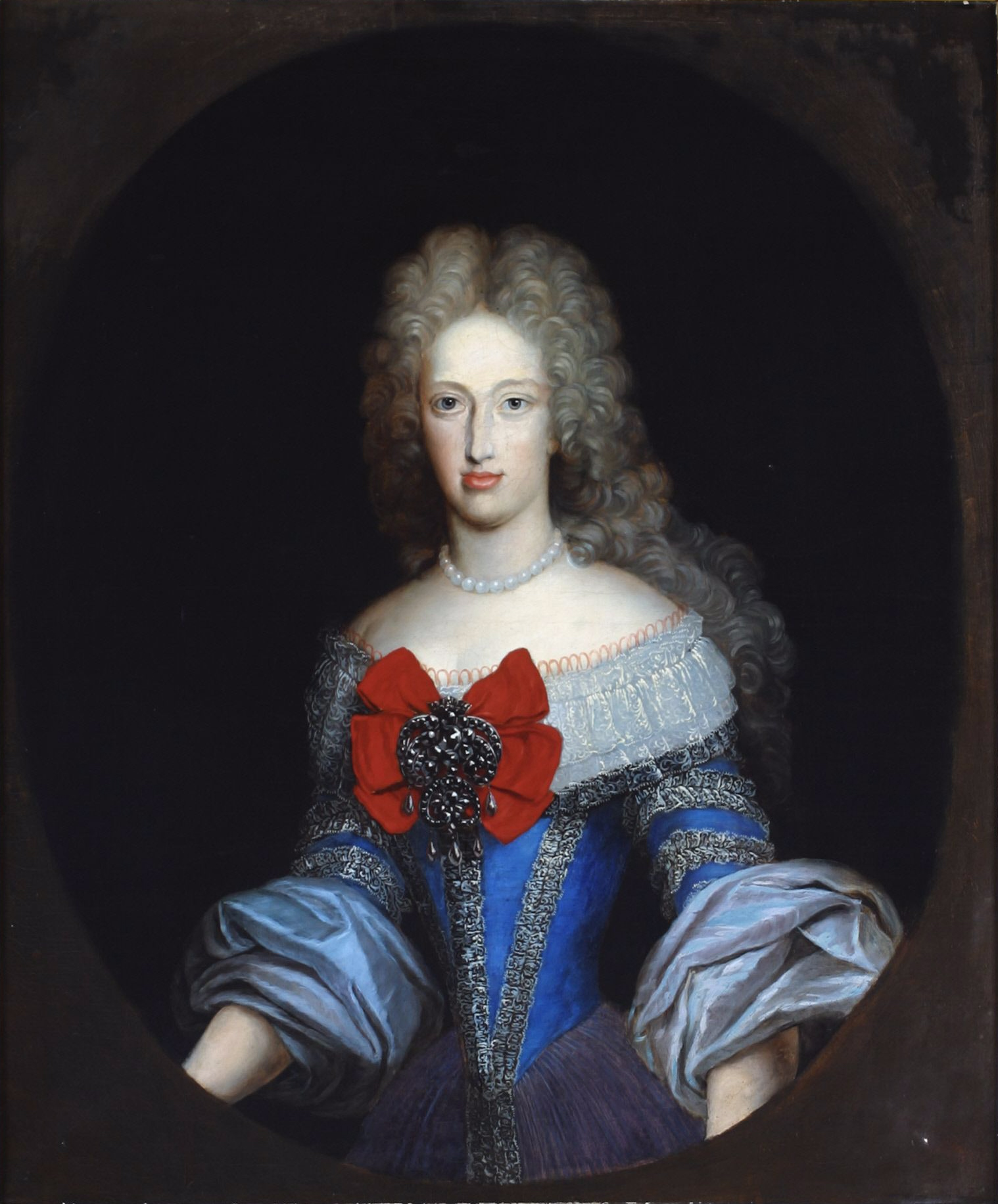
W・フマー（ドイツ語版）による肖像画、州都デュッセルドルフ市美術館（ドイツ語版）蔵
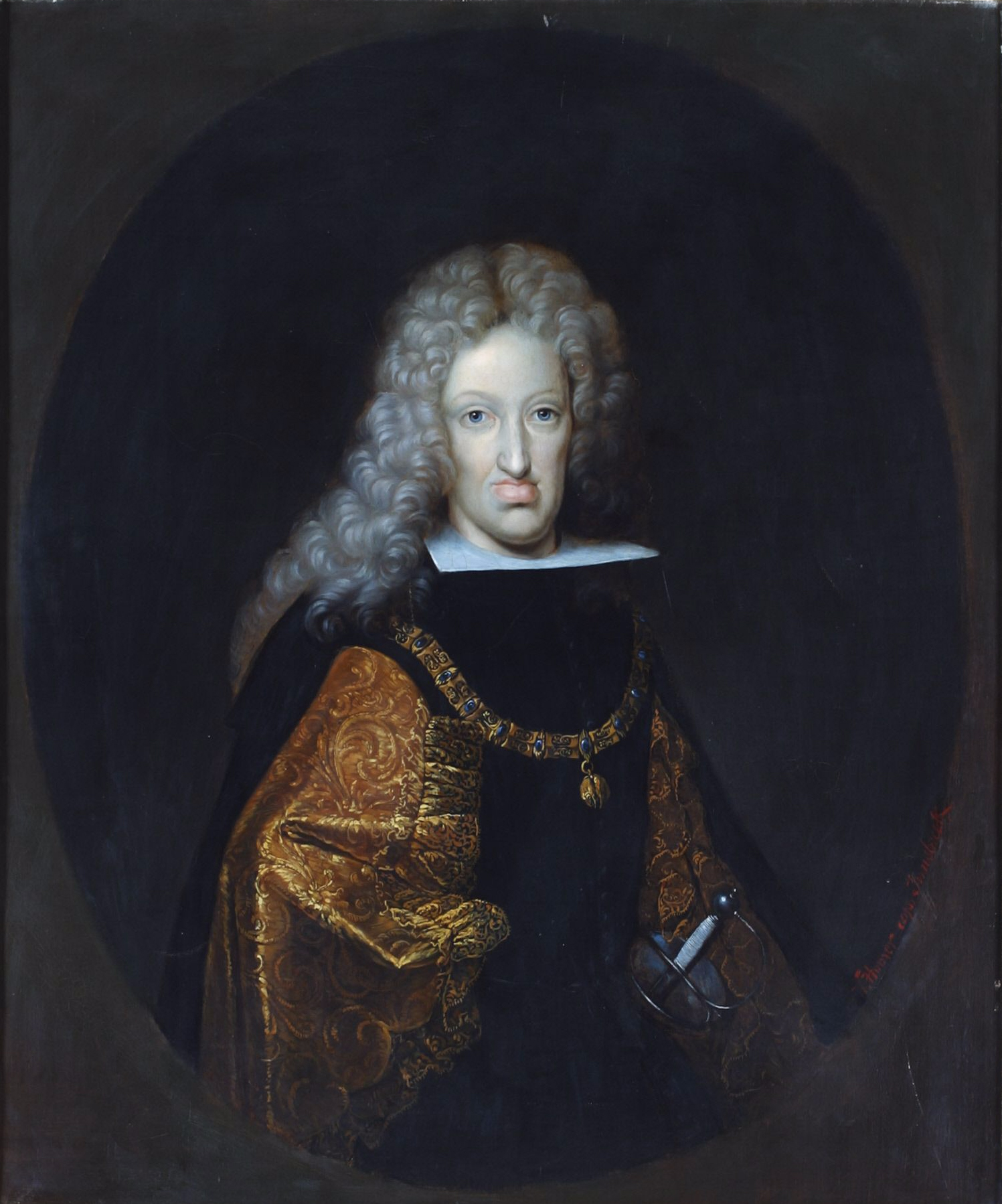
左の肖像画と対になっている夫カルロス2世の肖像画
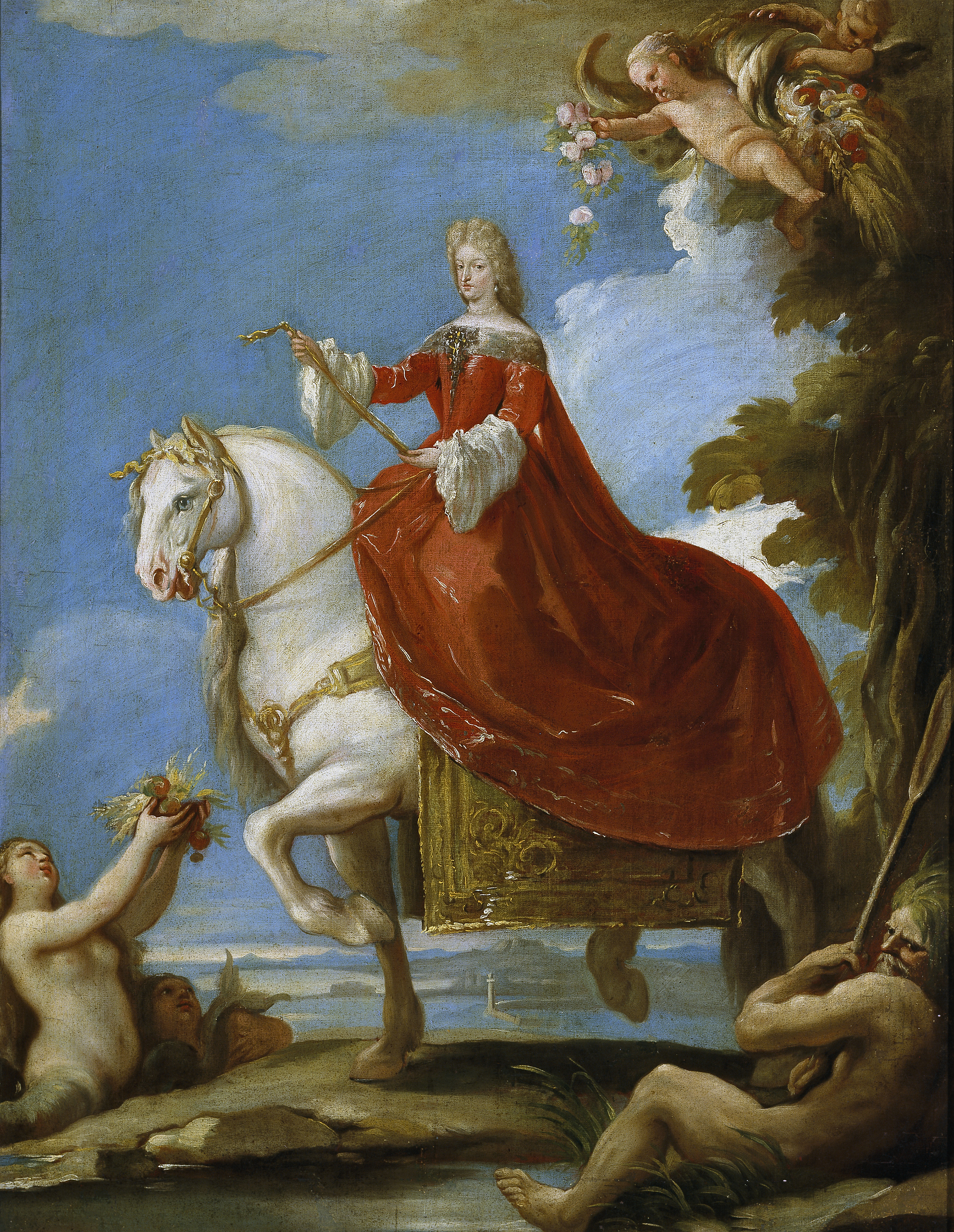
王妃マリア・アンナ騎馬像、ルカ・ジョルダーノ画、1693-1694年、プラド美術館蔵
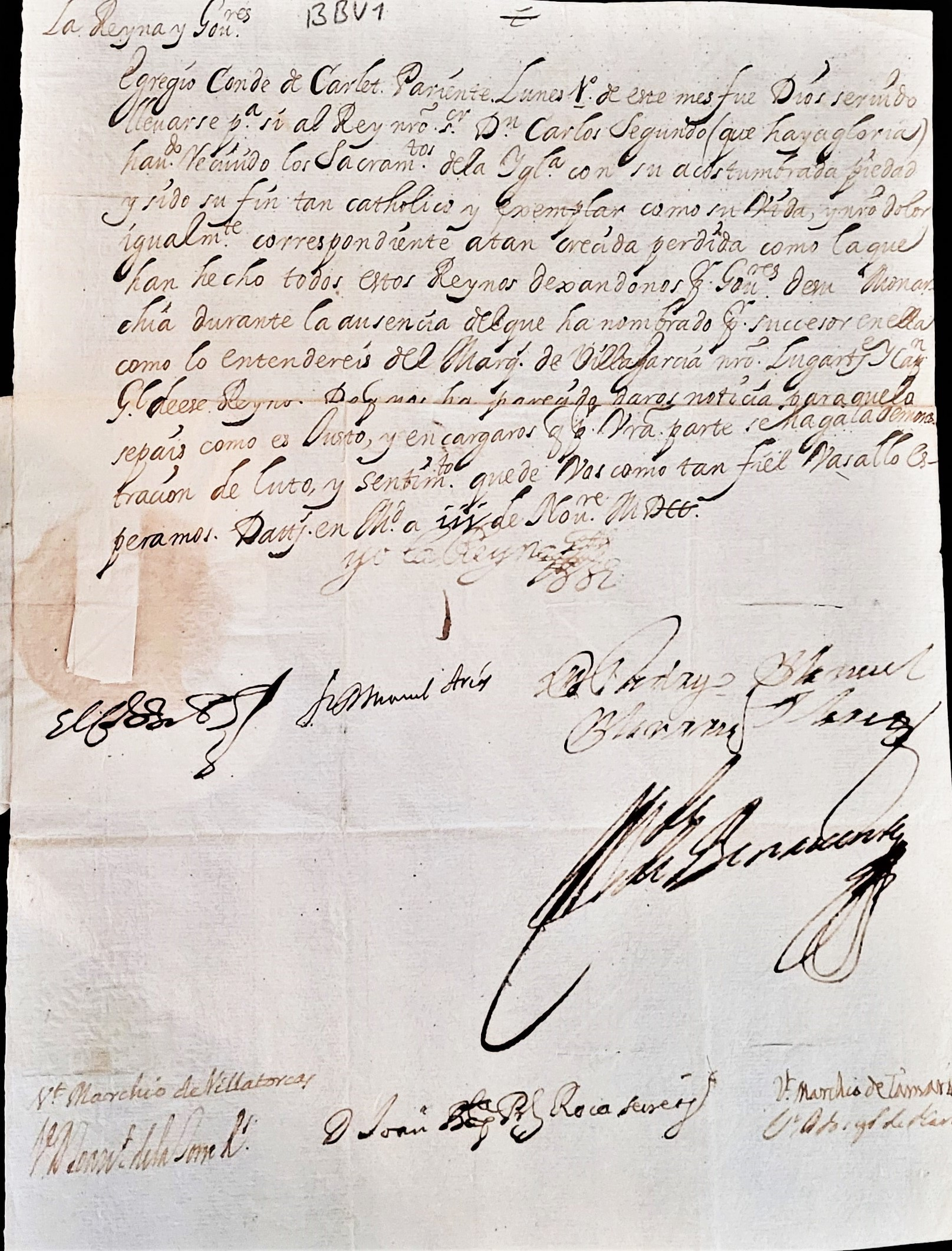
2日前に夫カルロス2世が崩御したことをカルレート伯爵（スペイン語版）に伝える、1700年11月3日付の王妃書簡
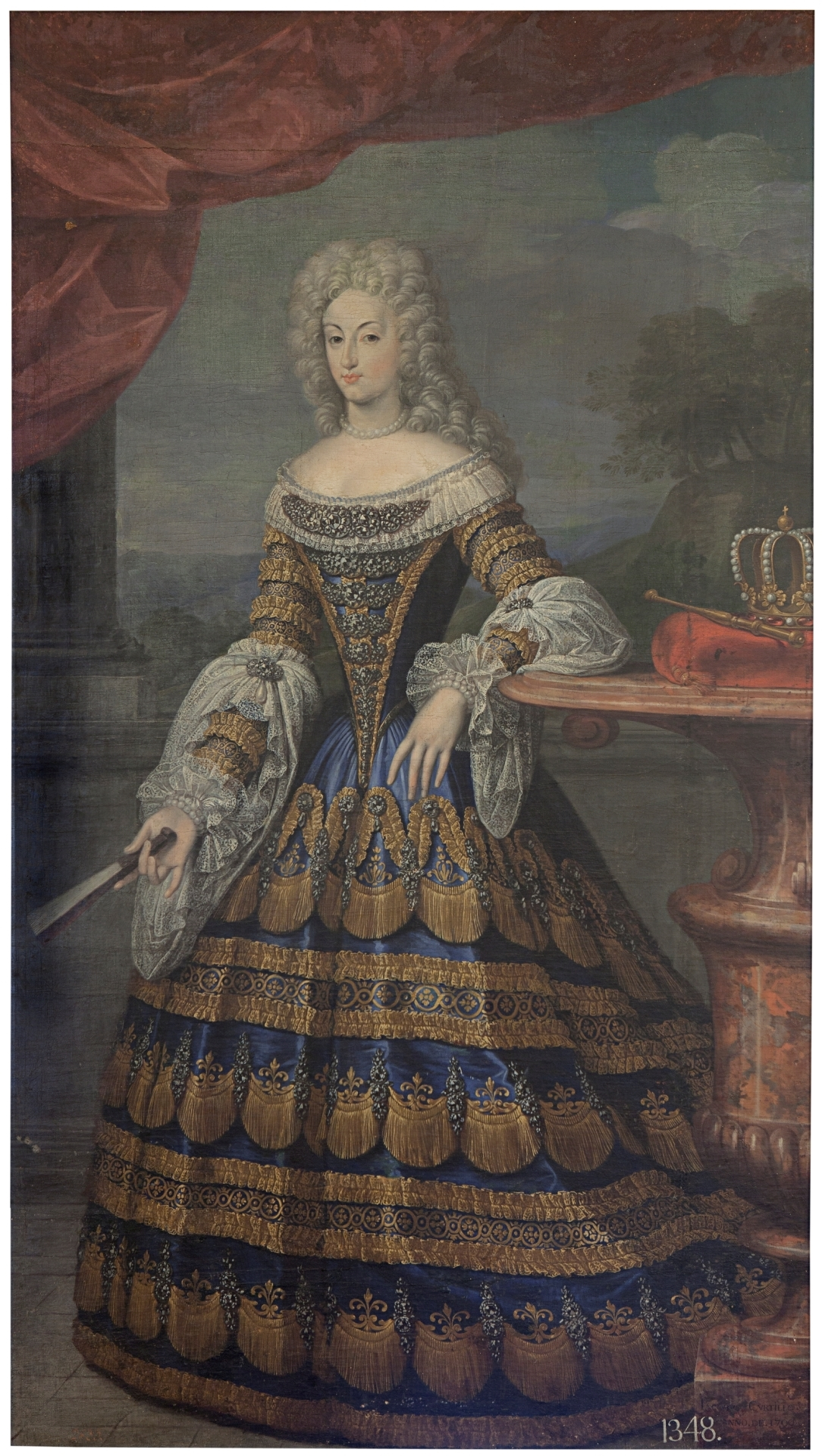
J・クルティヨー（スペイン語版）による肖像画、1700年、プラド美術館蔵
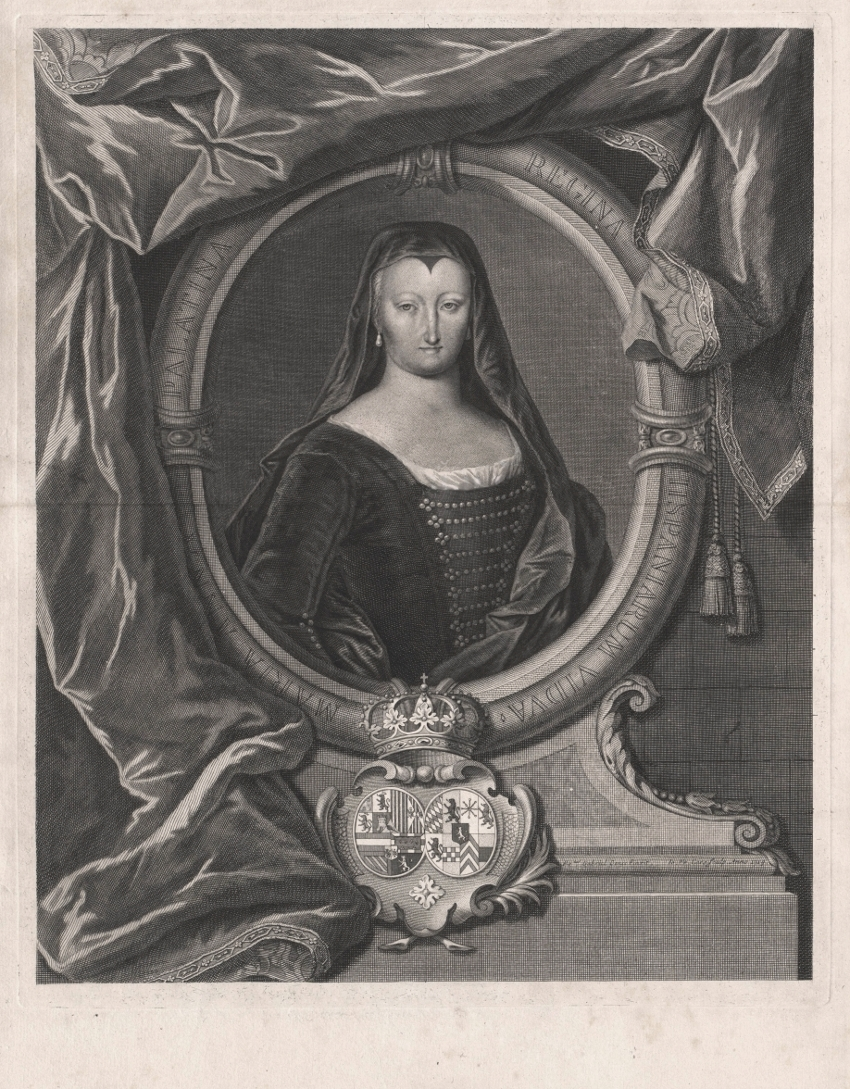
R・G・ジャンス（フランス語版）画の肖像画を元に　　J・F・カール（英語版）が制作したマリア・アンナの銅版画の肖像、1710年、ヴェルサイユ宮殿美術館蔵

## 引用
1. ↑  Linda Maria Koldau: Frauen-Musik-Kultur: ein Handbuch zum deutschen Sprachgebiet der Frühen Neuzeit, Böhlau Verlag Köln Weimar, 2005, S. 183
2. ↑  F. A. Förch: Neuburg und seine Fürsten, A. Prechter, 1860, S. 126
3. 1 2 3 4  Ludwig Hüttl: Maria Anna. In: Neue Deutsche Biographie (NDB). Band 16, Duncker & Humblot, Berlin 1990, ISBN 3-428-00197-4, S. 204–206 (電子テキスト版).
4. 1 2 3  Maria Anna von Pfalz-Neuburg, in: Brigitte Hamann (Hrsg.): Die Habsburger, 1988, S. 298.
5. ↑  Max Spindler, Andreas Kraus: Das Alte Bayern. Der Territorialstaat: Vom Ausgang des 12. Jahrhunderts bis zum Ausgang des 18. Jahrhunderts., C. H .Beck, 1988, S. 489
6. ↑  Maria Anna von Pfalz-Neuburg, in: Brigitte Hamann (Hrsg.): Die Habsburger, 1988, S. 299.
7. ↑  Friedrich Bülau: Geheime Geschichten und Räthselhafte Menschen, F. A. Brockhaus, 1850, S. 341.
8. ↑  Archivierte Kopie (Memento des Originals vom 9. 7月 2013 im Internet Archive)  情報 Der Archivlink wurde automatisch eingesetzt und noch nicht geprüft. Bitte prüfe Original- und Archivlink gemäß Anleitung und entferne dann diesen Hinweis.